# Waltzes from Vienna
Waltzes from Vienna is een Britse film uit 1934, geregisseerd door Alfred Hitchcock. De film is ook uitgebracht onder de alternatieve titel Strauss' Great Waltz. De hoofdrollen worden vertolkt door Esmond Knight, Jessie Matthews en Edmund Gwenn. Het is Hitchcocks enige musicalfilm ooit.

## Verhaal
De film is een biografische film, die vertelt over de totstandkoming en eerste opvoering van An der schönen blauen Donau van Johann Strauss jr.. Strauss wordt door zijn vader gedwongen muziek te vergeten en in een bakkerij te gaan werken. Hier leert hij Resi kennen, op wie hij verliefd wordt. Dan krijgt Strauss van een dame de opdracht om een wals voor haar te schrijven, tot jaloezie van Resi.

## Rolverdeling
| Acteur               | Personage                 |
| -------------------- | ------------------------- |
| Esmond Knight        | Johann "Schani" Strauss   |
| Jessie Matthews      | Resi                      |
| Edmund Gwenn         | Johann Strauss, de oudere |
| Fay Compton          | Gravin Helga von Stahl    |
| Frank Vosper         | Prins Gustav              |
| Robert Hale          | Ebezeder                  |
| Marcus Barron        | Drexter                   |
| Charles Heslop       | Valet                     |
| Betty Huntley-Wright | Lady's Maid               |
| Hindle Edgar         | Leopold                   |
| Sybil Grove          | Mme. Fouchett             |
| Billy Shine Jr.      | Carl                      |
| Bertram Dench        | Engine driver             |
| B.M. Lewis           | Domeyer                   |
| Cyril Smith          | Secretary                 |

## Achtergrond
Volgens Hitchcock gaf Waltzes from Vienna hem veel kansen om ideeën uit te werken voor de relatie tussen film en muziek. Behalve de scènes werd ook elk stuk muziek uit de film vastgelegd in het script.
In een interview met François Truffaut noemde Hitchcock de film het grootste dieptepunt uit zijn carrière. Hij was enkel akkoord gegaan de regie op zich te nemen omdat hij nog geen andere filmprojecten had dat jaar, en wel aan het werk wilde blijven. 